# Dans

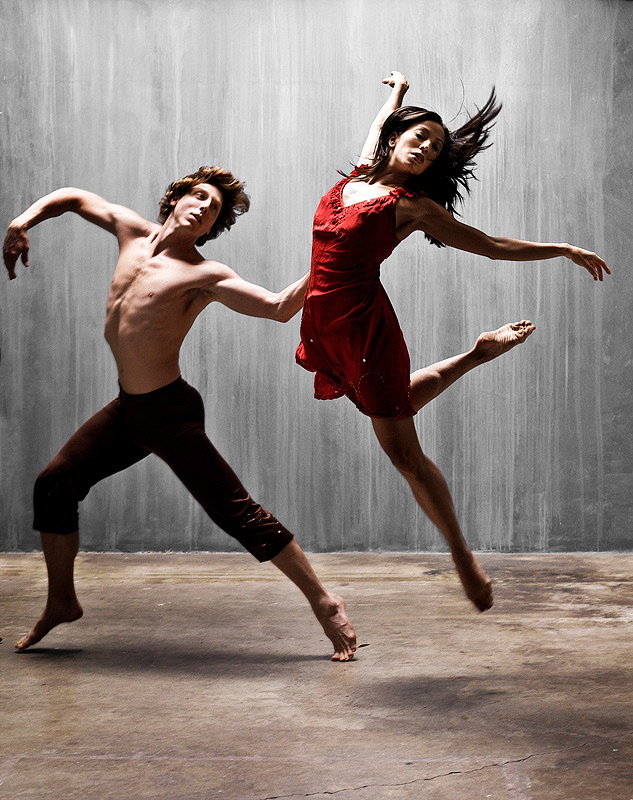
Moderne dans

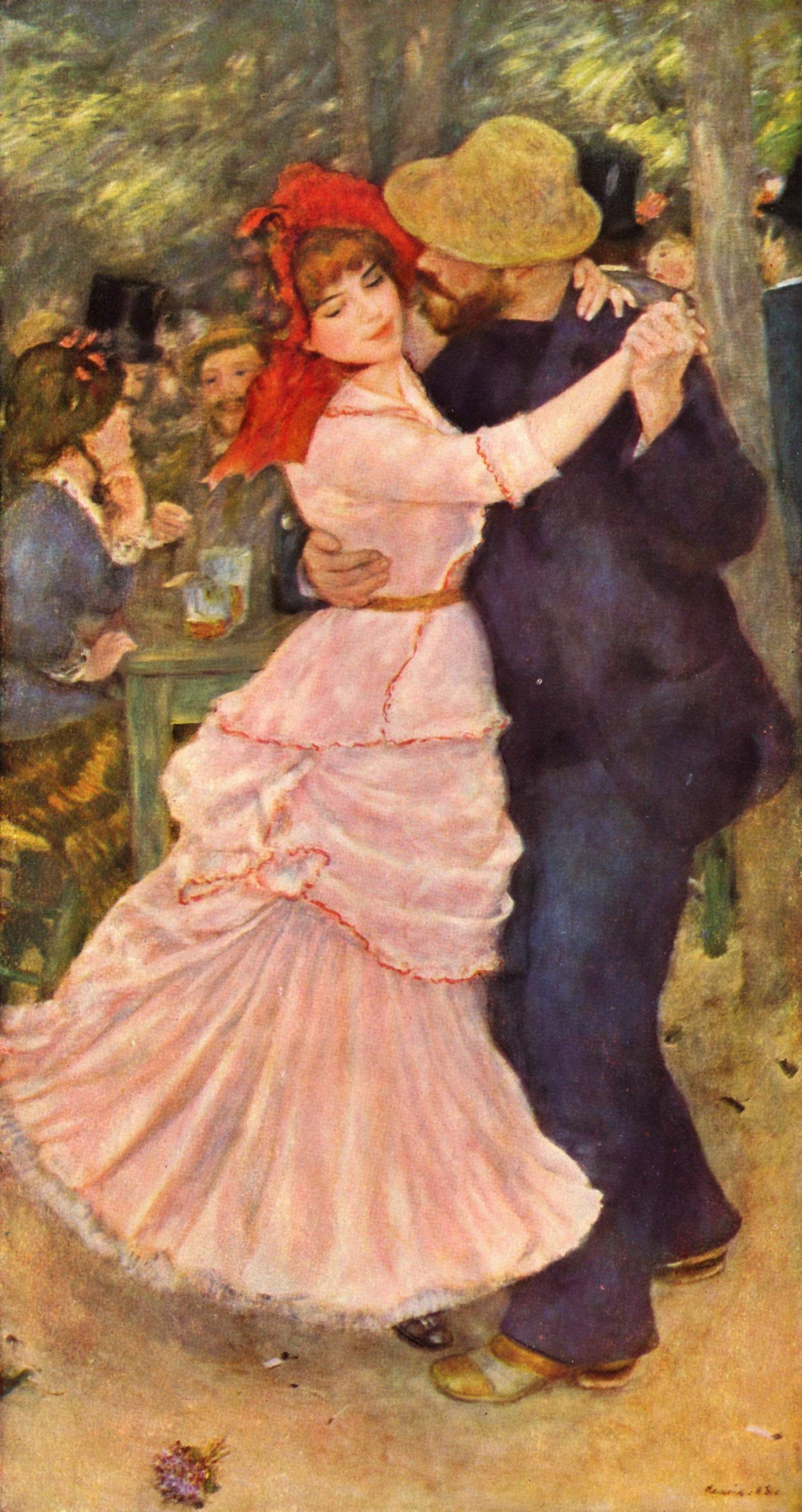
Dansende mensen, geschilderd door Pierre-Auguste Renoir

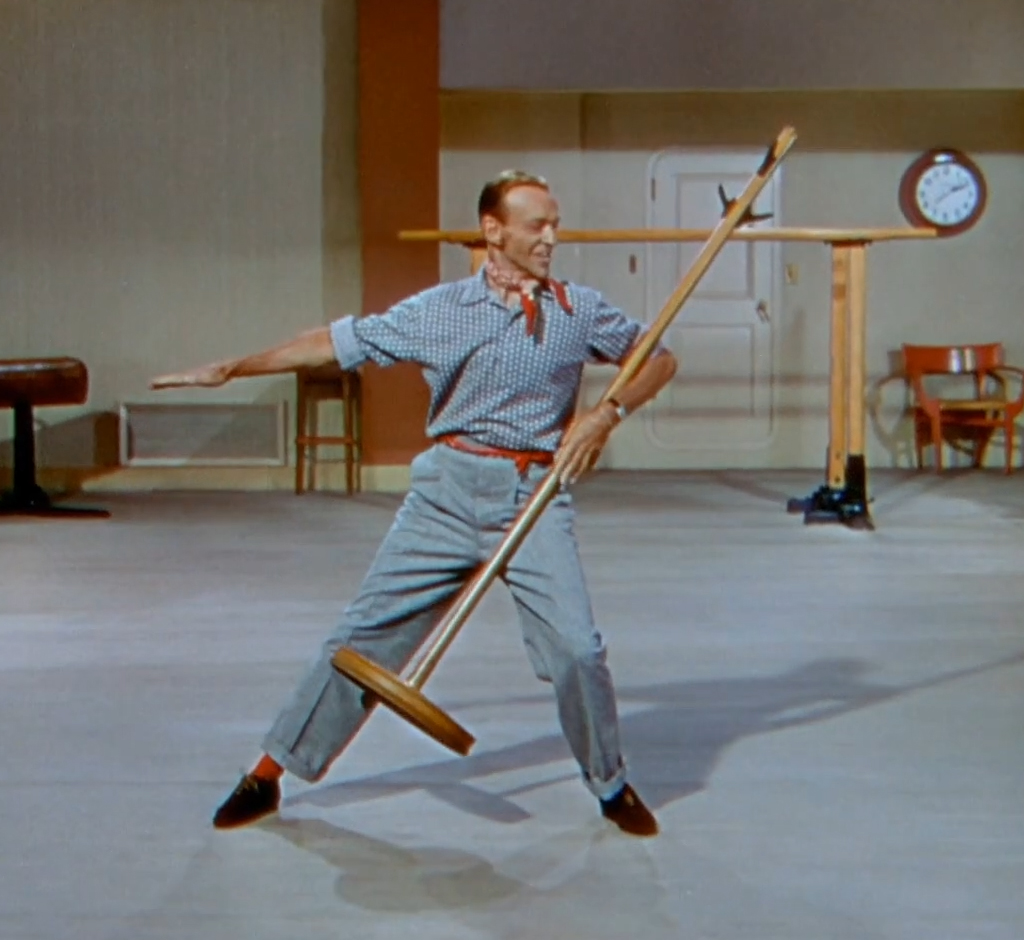
Fred Astaire in Royal Wedding
(1951)

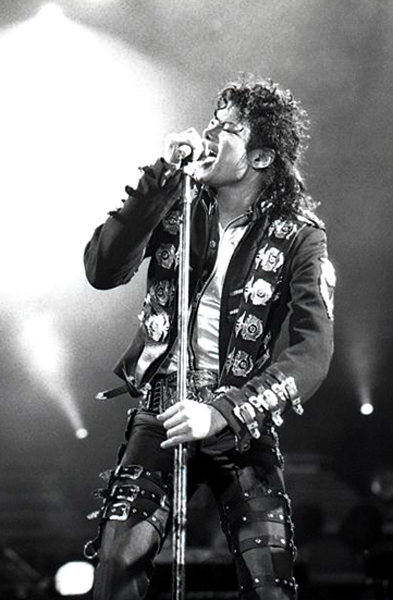
Michael Jackson belangrijke danser die in de jaren 80 de moonwalk een nieuw leven gaf

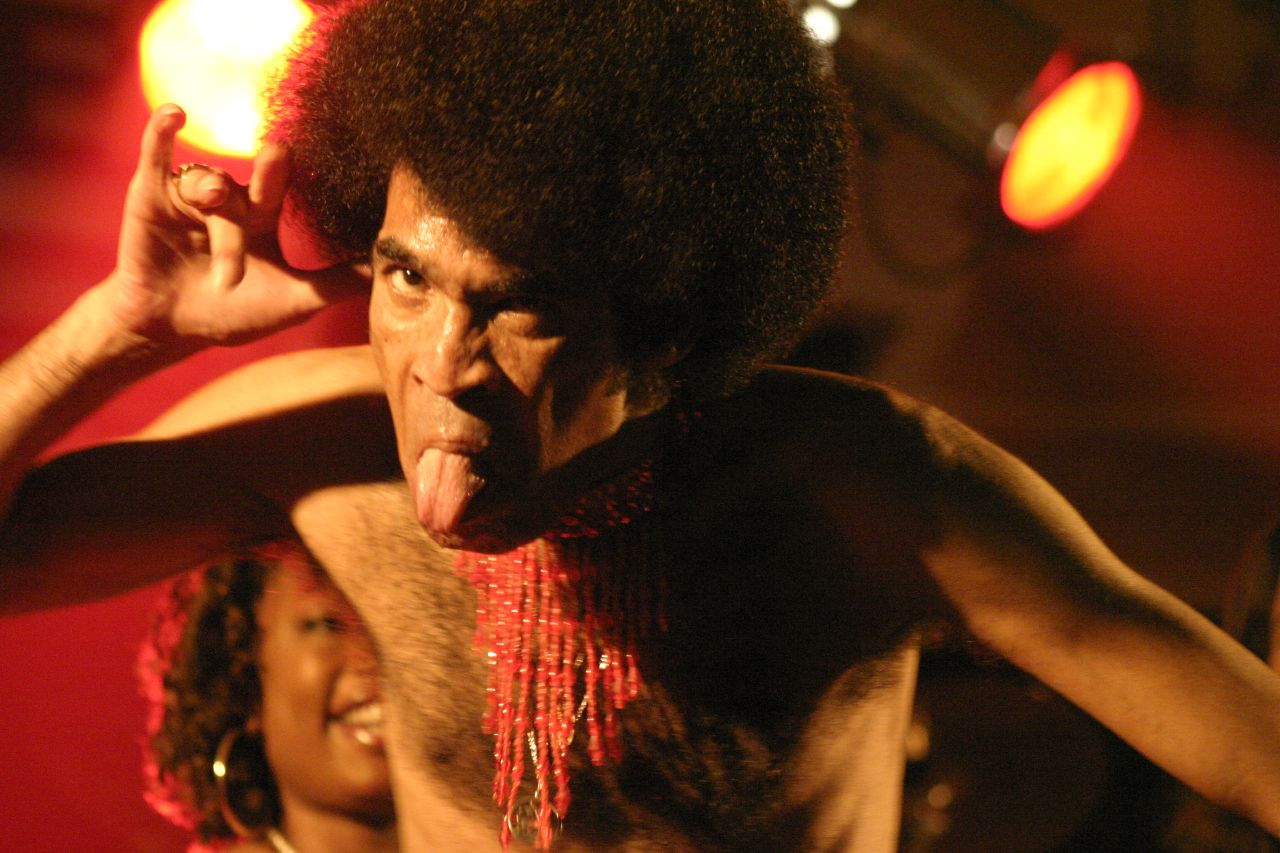
Bobby Farrell, Free Style danser en mede grondlegger van breakdance

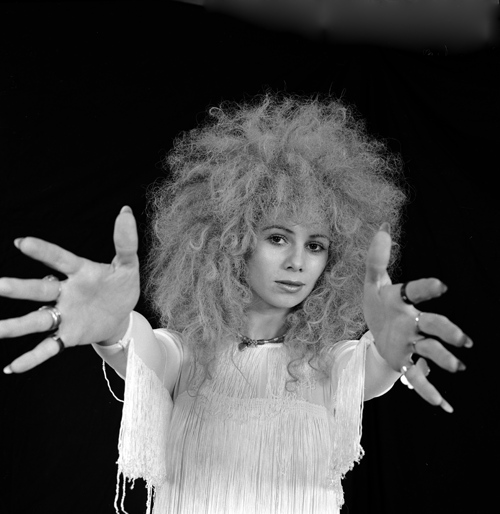
Penney de Jager danste met haar balletgroep voor Toppop

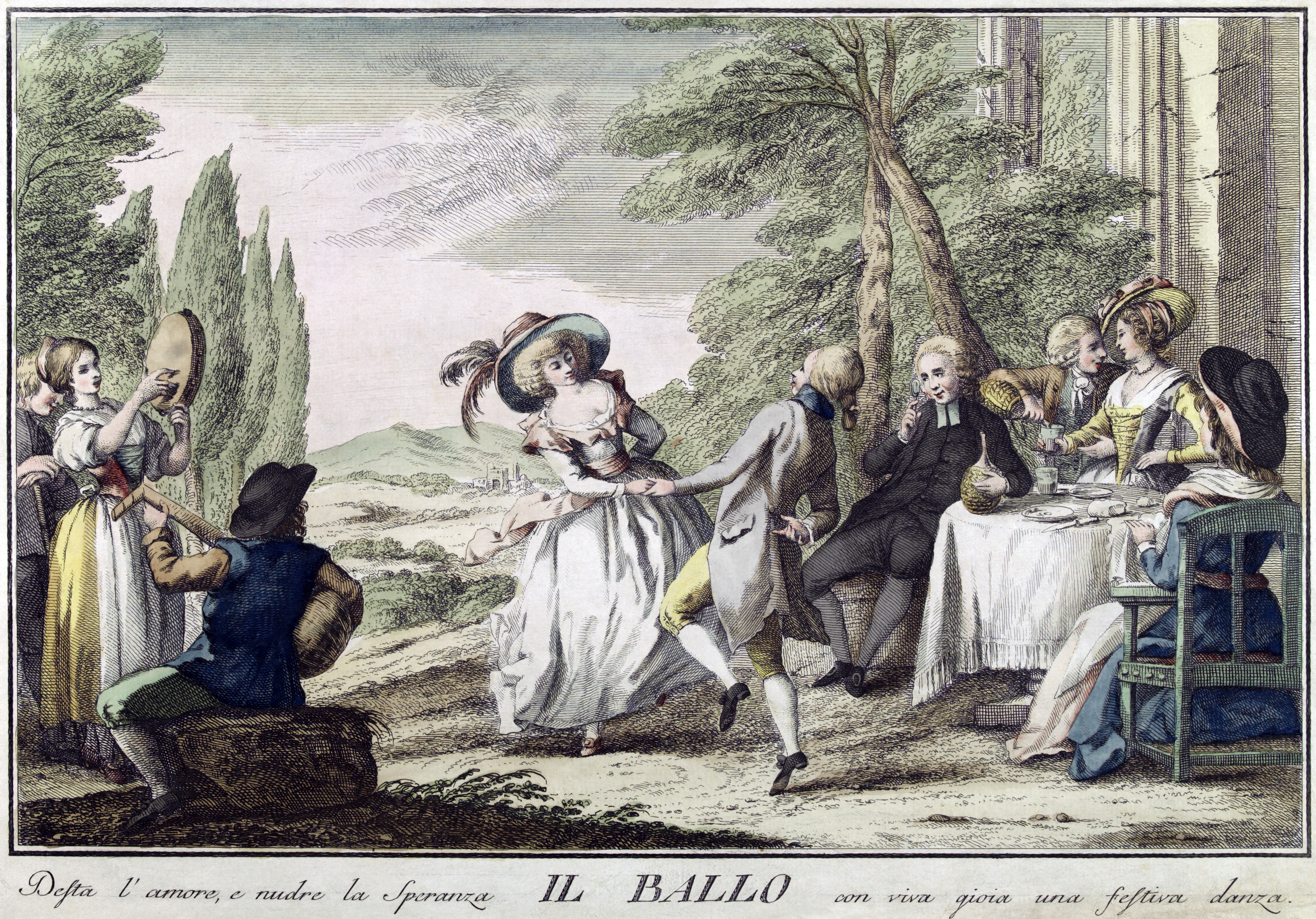
18e-eeuwse dans (Florence, 1790)

Dansen (van het Franse danse) is een sport, kunstvorm en een sociaal gebeuren dat meestal op beweging duidt van het lichaam, vaak in combinatie met muziek. Het wordt gebruikt als een vorm van emotionele expressie, sociale interactie of in een spirituele of uitvoerende vorm.

## Non-verbale communicatie
Dans kan gezien worden als een vorm van non-verbale communicatie tussen mensen, maar het wordt ook door dieren gedaan (paringsdansen). Figuurschaatsen, gesynchroniseerd zwemmen, rolstoeldansen en ritmische gymnastiek zijn disciplines in de danssport. Ook vechtsporten worden soms gezien als vormen van dans. Beweging in niet-levende objecten kan figuurlijk gezien worden als 'dansen', bijvoorbeeld het bewegen van de bladeren aan een boom. Daarnaast wordt dans ook gebruikt bij verschillende podiumkunsten zoals musical.
Dansen is ook non-verbaal vanwege de emotie die duidelijk wordt uitgedrukt door de danser(s).
Definities van wat dans precies is, zijn afhankelijk van sociale, culturele, esthetische, artistieke en morele overwegingen in een samenleving. Soorten variëren van streekgebonden dansen zoals volksdansen en flamenco en internationale dansen zoals latin en tango tot klassiek ballet. Dans kan voor het eigen plezier, voor een groep of voor een publiek worden uitgevoerd. Het kan ook ceremonieel gebruikt worden of voor erotische doeleinden. Dansbewegingen kunnen op zichzelf staand betekenisloos zijn, zoals bij ballet of internationale dans, maar als er een ritme wordt ingevoegd kan er een verhaal mee worden verteld. Dans kan ideeën laten zien of verhalen vertellen.
Dans is door de jaren heen in veel verschillende stijlen uiteengelopen, van breakdance en krumping tot modern en de methode van Vaganova. Ongeacht de stijl is er één overeenkomst; het is niet alleen een kwestie van beweging en flexibiliteit, maar ook van anatomie. Als niet de juiste spieren op de juiste wijze worden gebruikt, kan dit tot ernstige blessures leiden.
Dansen kan worden geleerd op een dansschool. Naast recreatieve dansscholen bestaan er professionele opleidingen voor dansen, veelal verbonden aan een conservatorium, zoals de Havo voor muziek en dans van het Rotterdams Conservatorium of de hogere dansopleiding aan het Koninklijk Conservatorium in Den Haag. Daarnaast zijn er ook dansopleidingen op mbo-niveau.
Choreografie is het bedenken van dansbewegingen. Een choreograaf is degene die de choreografie verzorgt.

## Dansgeschiedenis
Dans laat geen duidelijke zichtbare sporen na, zoals bouwwerken, grotschilderingen en werktuigen. Het is daarom moeilijk om te zeggen wanneer dans een deel van de menselijke natuur werd. Dans was vanaf het begin van de beschaving wel zeker een belangrijk deel van ceremonies, rituelen en verjaardagen. In de Chinese mythologie is de godheid Kui de 'uitvinder' van dans.

## Danscategorieën
Dans kan in diverse categorieën worden ingedeeld. Een belangrijke indeling is die in solodans, partnerdans en groepsdans. Er worden vele muziek- en dansstijlen onderscheiden. Zo bestaan er specifieke dansen bij verschillende stijlen muziek, zoals hiphop, modern, jazz, ballet, latin, ballroom, balfolk, swing en disco. Bij latin en ballroom is er ook de optie om aan formatiedans te doen.

## Dans en muziek
Veel vroege vormen van muziek en dansen werden samen gecreëerd. De geleidelijke opkomst en groei van beide ging altijd hand in hand. Hier kwamen stijlen als de ballroomtango, de Engelse wals en salsa uit voort, maar ook modernere vormen van dansen zoals hiphop en vele andere.